# TSV Herrsching
Der Turn- und Sportverein Herrsching e. V. ist ein Sportverein aus dem bayerischen Herrsching am Ammersee, dessen Volleyball-Männermannschaft in der 1. Bundesliga spielt.

## Vereinsgeschichte
Nachdem der 1909 gegründete Männerturnverein Herrsching und der 1925 durch Abspaltung der Fußballer entstandene Verein für Rasensport zu Beginn des Zweiten Weltkrieges ihren Sportbetrieb eingestellt waren, wurde am 14. Dezember 1947 der Turn- und Sportverein Herrsching gegründet. Zunächst gehörten ihm die Abteilungen Fußball, Turnen und Faustball an. Laut Homepage des Bayerischen Handball-Verbandes kamen ein Jahr später die Handballer dazu. Am 8. Januar 1972 schlossen sich siebzehn Segler und drei Ruderer dem TSV als Wassersportabteilung an, im Jahr zuvor nahm die Tischtennisabteilung ihren Sportbetrieb auf. Die Rehasportgruppen, die bereits seit 1996 in der Abteilung Turnen und Gymnastik beheimatet waren, gründeten 2001 eine eigene Abteilung für Rehabilitationssport. Während die Faustballer seit 2013 nicht mehr zum Angebot des Vereins am Ammersee gehören, gibt es inzwischen auch eine Badmintonabteilung und eine Freizeitgruppe Basketball.

## Volleyball
Seit den 1970er Jahren wird beim TSV Volleyball gespielt. Erfolgreich waren zunächst vor allem die weiblichen Mitglieder. So erlernte die spätere Olympiateilnehmerin Sara Goller als Jugendliche das Baggern und Pritschen in Herrsching.
Mit dem Aufstieg 2014 in die erste Volleyball-Bundesliga unter Trainer Max Hauser etablierte sich eine professionelle Volleyballmannschaft, die sich seit der Saison 2018/19 WWK Volleys Herrsching nennt.

## Handball
Größter Erfolg der TSV-Handballer war die Teilnahme an der Hauptrunde des DHB-Pokal 1996/97, bei dem sie sich als Landesligist mit einem Sieg über den Regionalligisten (3. Liga) TuS Niederpleis für die zweite Runde qualifizierten und sich erst dort gegen den Bundesligisten OSC 04 Rheinhausen geschlagen geben mussten. Größter Erfolg der Frauen war die südbayerische Landesligameisterschaft 2024 und der damit verbundene Aufstieg in die viertklassige Bayernliga.
Die Handballabteilung des TSV nimmt mit drei Herrenmannschaften, zwei Damenteams und 12 Nachwuchsmannschaften am Spielbetrieb der Bayerischen Handballverbandes (BHV) teil. Die erste Herrenmannschaft und
das erste Damenteam spielten beide 2023/24 in der fünftklassigen Bayerischen Landesliga.
Erfolge
- DHB-Pokal 2. Hauptrunde 1996/97
- Bayerischer Pokalsieger 1996
- Aufstieg in die Landesliga Bayern 2015
- Meister Bezirksoberliga Alpenvorland 2015
- Bayerischer Pokalfinalist 1998[6]

Frauen
- Aufstieg in die Regionalliga 2024
- Südbayerischer Landesligameister 2024
- Aufstieg in die Landesliga 2014, 2018
- Alpenvorland Meister 2014, 2018
- Bayerischer Pokalfinalist 2015[7]